# Tiyani Mabunda
Samuel Tiyani Mabunda (Polokwane, 17 aprile 1988) è un ex calciatore sudafricano, di ruolo centrocampista.

## Palmarès

### Club

#### Competizioni nazionali
- Campionato sudafricano: 5

Mamelodi Sundowns: 2013-2014, 2015-2016, 2017-2018, 2018-2019, 2019-2020
- Coppa del Sudafrica: 1

Mamelodi Sundowns: 2019-2020

#### Competizioni internazionali
- CAF Champions League: 1

Mamelodi Sundowns: 2016
- Supercoppa CAF: 1

Mamelodi Sundowns: 2017